# Università statale mordvina "N. P. Ogarëv"
L'Università statale mordvina "N. P. Ogarëv" (MGU, in russo Мордовский государственный университет имени Н. П. Огарёва?, Mordovskij gosudarstvennyj universitet imeni N. P. Ogarëva) è un ente di istruzione accademica russo situato a Saransk, intitolato a Nikolaj Platonovič Ogarëv.

## Struttura
- Istituto di agraria
- Istituto di storia e sociologia
- Istituto di medicina
- Istituto di fisica e chimica
- Istituto di meccanica ed energetica
- Istituto di elettronica e illuminotecnica
- Istituto di cultura nazionale
- Istituto di ingegneria meccanica
- Facoltà di geografia
- Facoltà di matematica e tecnologie informatiche
- Facoltà di lingue straniere
- Facoltà di lettere
- Facoltà di biologia e biotecnologia
- Facoltà di economia
- Facoltà di legge
- Facoltà di formazione preuniversitaria e istruzione professionale secondaria
- Facoltà di istruzione supplementare